# 376 pr. n. št.
Stoletja: 5. stoletje pr. n. št. - 4. stoletje pr. n. št. - 3. stoletje pr. n. št.
Desetletja: 420. pr. n. št. 410. pr. n. št. 400. pr. n. št. 390. pr. n. št. 380. pr. n. št. - 370. pr. n. št. - 360. pr. n. št. 350. pr. n. št. 340. pr. n. št. 330. pr. n. št. 320. pr. n. št.
Leta: 381 pr. n. št. 380 pr. n. št. 379 pr. n. št. 378 pr. n. št. 377 pr. n. št.  - 376 pr. n. št. - 375 pr. n. št. 374 pr. n. št. 373 pr. n. št. 372 pr. n. št. 371 pr. n. št.